# Liste der Kulturdenkmäler in Petersberg (Pfalz)
In der Liste der Kulturdenkmäler in Petersberg sind alle Kulturdenkmäler der rheinland-pfälzischen Ortsgemeinde Petersberg einschließlich des Ortsteils Staffelhof aufgeführt. Grundlage ist die Denkmalliste des Landes Rheinland-Pfalz (Stand: 14. Dezember 2023).

## Einzeldenkmäler
| Bezeichnung        | Lage                             | Baujahr                            | Beschreibung                                                                             | Bild                                    |
| ------------------ | -------------------------------- | ---------------------------------- | ---------------------------------------------------------------------------------------- | --------------------------------------- |
| Wegekreuz          | Hainbüchelstraße, bei Nr. 1 Lage | 1806                               | Wegekreuz; Kruzifix, bezeichnet 1806                                                     | BW                                      |
| Quereinhaus        | Hauptstraße 1 Lage               | zweite Hälfte des 18. Jahrhunderts | Quereinhaus, teilweise Fachwerk, zweite Hälfte des 18. Jahrhunderts                      | BW                                      |
| Katholische Kirche | Kirchstraße 6 Lage               | 1957/58                            | großer Saalbau, freistehender Glockenturm, 1957/58                                       | Fotos hochladen                         |
| Eisenbahnbrücke    | östlich des Ortes Lage           | 1875                               | Eisenbahnbrücke; sechsbogiges Sandsteinviadukt der Stichbahn Biebermühle–Pirmasens, 1875 | BW                                      |
| Wegekreuz          | östlich des Ortes im Wald        |                                    | Wegekreuz                                                                                | Direkt Bild zu diesem Denkmal hochladen |
| Quereinhaus        | Staffelhof, Nr. 22 Lage          | 1869                               | eingeschossiges Quereinhaus, bezeichnet 1869                                             | BW                                      |